# New Super Mario Bros.
New Super Mario Bros. (яп. New スーパーマリオブラザーズ, Nyū Sūpā Mario Burazāzu) — відеогра у жанрі платформер, розроблена і видана компанією Nintendo для портативної консолі Nintendo DS. Гра була видана в Північній Америці і в Японії у травні 2006 року, а також в Австралії та Європі у червні того ж року. Гра з бічною прокруткою.
Сюжет ігри схожий з іншими скролінговимі іграми про Маріо. У New Super Mario Bros. головний персонаж, відповідно, проходить складний та небезпечний шлях і рятує принцесу Піч від злого дракона на ім'я Боузер. Протягом гри Маріо знаходить декілька корисних предметів — Чарівний гриб, Вогненну квітку, а також Зірочку, які дозволяють йому знаходити унікальні здібності і допомагають у дорозі. Під час подорожі через вісім світів, і в цілому, 80 рівнів, Маріо повинен перемогти Боузера-молодшого та старшого Боузера і нарешті, врятувати принцесу.
Рецензії на гру були, в основному, вельми позитивними. Багато критиків відзначили удосконалення головного персонажа, загальну простоту гри та схожість з попередніми іграми. New Super Mario Bros. отримала декілька нагород, у тому числі від щомісячних журналів Game Informer та Electronic Gaming Monthly, а також нагороди від IGN і GameSpot. У Японії гра побила абсолютний рекорд популярності як дебютна гра для Nintendo DS. В цілому було продано 26 мільйонів копій гри по всьому світу, що зробило її найпопулярнішою відеогрою для Nintendo DS.
Продовження гри, New Super Mario Bros. Wii, яке дає можливість грати відразу чотирьом користувачам, було випущено у дуяких регіонах 12 листопада, а 3 грудня — по всьому світу.

## Ігровий процес
Хоча New Super Mario Bros. і зроблена у двомірній графіці, деякі персонажі та об'єкти опрацьовані за допомогою полігонального моделювання, що візуально імітує ефект 3D-графіки. У користувача є можливість грати за Маріо або за його брата Луїджі. Як і в попередніх іграх даної серії, Маріо та Луїджі можуть топтати ворогів, ламати блоки і збирати монети, за які нараховуються додаткові бали. У гру додана можливість потрійного стрибка та стрибка від стіни. Вороги залишилися тими ж, що і в попередніх частинах серії: живі гриби, черепашки, піраньї та інші.
Гравець проходить приблизно вісімдесяти зон протягом восьми рівнів: курс і маршрут гравця видно на нижньому сенсорному екрані приставки. Карта світів з'являється у верхньому екрані та використовується для вибору рівня. Деякі світи вимагають спеціальних способів доступу, таких, як завершення рівня з босом при використанні міні-гриба. Метою кожного рівня є досягнення чорного прапора в кінці зони. В кінці кожного рівня бос має бути переможений.
На кожному з 80 рівнів існують три монети з зірочками, які мають бути зібрані (в цілому у грів їх 240 штук). Збираючи ці монети, Маріо відкриває доступ до будинку Тоада, де він може отримати додаткові предмети або залікові бали. Також Маріо може використовувати ці монети, щоб розблоковувати спеціальні фонові зображення і шляхи на карті світу. Певна кількість монет дозволяє гравцеві зберегти гру.
У грі є шість бонусів. Спеціальна опція дозволяє гравцеві зберігати у запасі три додаткові можливості (ця опція перенесена з гри Super Mario World). Спеціальний гриб збільшує Маріо у розмірі, вогняна квітка дозволяє йому кидатись вогняними кулями, а зірочка ненадовго робить героя невразливим. У гру введено ще три додаткові бонуси: Блакитний Купа дозволяє Маріо отримати захисну оболонку і атакувати ворогів на великій швидкості, міні-гриб робить Маріо дуже маленьким — це може бути корисним при проходженні рівнів з водою та при проходженні через вузькі щілини.
Багатокористувацький режим гри дозволяє гравцям грати один проти одного, відповідно за Маріо та Луїджі на одному з п'яти етапів. Кожен з героїв намагається пройти рівень першим та отримати певну кількість зірок. Всі гравці при спробах крадіжки зірок, можуть атакувати один одного. Стрибки на противника призводять до втрати персонажем однієї зірочки. Крім того, втрата життя пропрацювала так, що гравець втрачає зірки.
Крім того, деякі міні-ігри раніше доступні у Super Mario 64 DS, знову присутні у грі і в них можна грати декільком гравцям одразу. Міні-ігри діляться на наступні категорії: «Пригода», «Пазли», «Таблиці» та «Інше». New Super Mario Bros. містить вісімнадцять міні-ігор для одного гравця і десять міні-ігор для декількох.

## Розробка

### Реліз
У двадцяту річницю виходу гри Super Mario Bros., 21 лютого 2006 року компанія Nintendo оголосила про те, що New Super Mario Bros. буде видана 7 травня 2006 року для Nintendo DS. Також було оголошено, що нова гра буде двомірною, але візуально нагадуватиме 3D. Пізніше реліз був перенесений на 21 травня. Реліз для Nintendo DS Lite був представлений 11 червня 2006 року.

### Графіка і дизайн
New Super Mario Bros. є першою 2D-грою Маріо для приставки Nintendo DS. Вперше була представлена у 2004 році на виставці Electronic Entertainment Expo. Дизайнери, які працювали над грою дістали значно більше можливостей у порівнянні з попередніми 2D-іграмі у всесвіті Маріо. Персонажів, ворогів і інших об'єктів тепер можна було створити з детальнішою анімацією, яка не вимагала ручної проробки. Щоб створити візуальні підказки, розробники зробили камеру динамічнішою — вона змінює масштаб зображення у залежності від ситуації та акцентує увагу гравця на певних об'єктах, коли це необхідно.
Покращена ігрова механіка також відіграє важливу роль. Дизайнери змогли вільно удосконалити її та прибрати всі жорсткі обмеження, які мали попередні ігри серії. Персонаж став реалістичнішим — наприклад, знаходячись на дереві, він вагається і падає, якщо стоїть там дуже довго. Маріо також може розгойдуватися на канатах і ходити по дротам.

### Звук
Спочатку розробники не планували використовувати озвучку, щоб зберегти оригінальний стиль Super Mario Bros. Проте зрештою, вони вирішили не відмовлятися від неї. Хоча озвучка і була використана у попередніх 2D-рімейках ігор про Маріо, New Super Mario Bros. є першою офіційною 2D-грою з Маріо, де використано озвучення. У запису озвучки взяли участь такі артист як Чарльз Мартіні, який беззмінно озвучував Маріо у попередніх версіях, а також Ніколь Міллса (Принцеса), Скот Бернс (Боузер) і Долорес Роджерс (Боузер-молодший).
Особливістю гри є оригінальна музика, написана Асукою Отой та Хадзіме Вакаї, під керівництвом композитора оригінальної гри 1985 року, Кодзі Кондо. Супровід відповідає ігровому процесу; вороги стрибають та танцюють у такт музиці.

## Реліз та відгуки

### Реліз
Гра New Super Mario Bros. була видана компанією Nintendo 15 травня 2006 року у Північній Америці, в Японії — 25 травня 2006 року, в Австралії — 8 червня 2006 року, а в Європі — 30 червня 2006 року. Компанія не уточнила, чому реліз на внутрішньому ринку Японії був відкладений на десять днів. Гра отримала, в цілому, позитивні відгуки, а також рейтинг 89 % від сайту Metacritic. Похвальні рецензії акцентували на удосконаленнях внесених до характеристики Маріо у порівнянні з попередніми версіями. Відмічалось, також, що загалом гра була приємно «не складною».
У Японії в день релізу гри було продано понад 480 тисяч копій гри та 900 тисяч копій за перші чотири дні. На той час гра стала найуспішнішою для Nintendo DS за обсягами продажів у Японії. Проте пізніше цей рекорд був побитий грою Pokémon Diamond and Pearl. У 2008 році зайняла двадцять шосте місце за продажами у Японії. У Сполучених Штатах було продано 500 тисяч копій за перших 35 днів після релізу, а один мільйон копій був проданий за дванадцять тижнів після її випуску. Вона стала дванадцятою грою за об'ємом продажів і другим бестселером Nintendo DS у грудні 2008 року у Сполучених Штатах. По всьому світові було продано п'ять мільйонів копій станом на квітень 2008 року, і вісімнадцять мільйонів станом на березень 2009 року.

## Відгуки
Ряд оглядачів зробили кілька порівнянь між New Super Mario Bros. та іншими іграми про Маріо. І хоча деякі відзначили, що багато інших ігор з Маріо були кращими, більшість оглядачів, як і раніше, залишилися задоволені загальним враженням від гри. Крейг Гарріс з сайту IGN прийшов у захват від гри, стверджуючи, що це його улюблена гра для нової платформи, яка «обігнала» його попередню улюблену — Super Mario World 2: Yoshi's Island. Попри те, що Містер Марблес з журналу GamePro вважав Super Mario World та Super Mario Bros. 3 кращими двомірними іграми про Маріо, він вирішив додати до них і New Super Mario Bros., як свою третю улюблену гру про Маріо. Нарешті, гра отримала рейтинг 96 % від Official Nintendo Magazine (офіційного журналу компанії), отримавши «Золоту премію».

## Нагороди
Game Informer та Electronic Gaming Monthly, а також нагороди від IGN та GameSpot. У 2006 році гра була названа найкращою на думку Spike Video Game Awards, найкращою грою для Nintendo DS на думку GameSpot, а також стала найкращим платформером на думку X-play та Nintendo Power. У тому ж році гра отримала премію Golden Joystick Award і була поміщена у переліку 100 найвидатніших ігор Nintendo всіх часів у журналі ONM.